# ريتشارد أوليفر
ريتشارد أوليفر (14 نوفمبر 1989 في المملكة المتحدة - ) (بالإنجليزية: Richard Oliver)‏ هو لاعب كريكت بريطاني. لعب مع نادي مقاطعة ورسسترشاير للكريكيت ‏ ونادي مقاطعة شروبشاير للكريكت ‏.

## وصلات خارجية
- ريتشارد أوليفر على موقع إي آس بي آن كريك إنفو (الإنجليزية)